# Henri Garcin
Henri Garcin, pseudoniem van Anton Albers (Antwerpen, 11 april 1928 – Parijs, 13 juni 2022), was een Belgisch-Frans acteur van Nederlandse afkomst: zijn beide ouders waren Nederlanders die na de Eerste Wereldoorlog naar Antwerpen verhuisden.
Hij woonde sinds 1949 in Parijs. Hij speelde in films, televisieseries en telefilms en daarnaast in toneelstukken. Hij heeft in verschillende films van Yves Boisset en van Alex van Warmerdam gespeeld en werd in Nederland bekend als vader Victor in Abel (1986). 
Op 13 juni 2022 overleed hij in Parijs op 94-jarige leeftijd.

## Filmografie (selectie)
- 1964 - Mata-Hari, agent H21 als Gaston
- 1965 - La Vie de château als Julien
- 1974 - Les Guichets du Louvre als Ernst Jünger
- 1971 - Pic et pic et colegram (Rachel Weinberg)
- 1972 - La Nuit bulgare (Michel Mitrani) als Paul Tarset
- 1974 - Verdict als meester Lannelongue
- 1977 - Le Juge Fayard dit Le Shériff als substituut Picot
- 1977 - Une femme, un jour als Jean-Paul, de echtgenoot
- 1980 - C'est pas moi, c'est lui als Georges Vallier
- 1980 - La Femme flic als de procureur uit Noord-Frankrijk
- 1980 - Cocktail Molotov als Anne's stiefvader
- 1981 - La Femme d'à côté (François Truffaut) als Philippe Bauchard
- 1982 - Qu'est-ce qu'on attend pour être heureux als regisseur
- 1984 - Charlots connection als Marcaud
- 1986 - Abel (Alex van Warmerdam) als vader Victor
- 1990 - Un week-end sur deux als agent van Camille
- 1990 - Koko Flanel (Stijn Coninx) als Didier de Merengue
- 1992 - De Noorderlingen (Alex van Warmerdam) als bisschop
- 1996 - Le Huitième jour als bankdirecteur
- 1996 - De jurk (Alex van Warmerdam) als Van Tilt
- 1999 - No Trains No Planes (Jos Stelling) als Joop
- 2001 - Het Negende uur (Gerrard Verhage) als Agincourt
- 2003 - Grimm (Alex van Warmerdam) als Don Felipe
- 2004 - San Antonio (Frédéric Auburtin als Zwitserse bankier
- 2005 - Aux Abois (Philippe Collin) als Sarrebry
- 2005 - Il ne faut jurer de rien ! (Eric Civanyan) als Talleyrand
- 2006 - The Pink Panther (Shawn Levy) als de president
- 2006 - Adama Meshuga'at (Dror Shaul) als Stephan
- 2006 - Henry Dunant, du rouge sur la croix (televisiefilm) als generaal Dufour
- 2006 - Mon meilleur ami (Patrice Leconte) als Étienne Delamotte
- 2008 - Ça se soigne? (Laurent Chouchan) als Bernard, de vader van Adrienne
- 2012 - Het Meisje en de Dood (Jos Stelling) als Marcus
- 2013 - Boven is het stil (Nanouk Leopold) als vader
- 2015 - Schneider vs. Bax (Alex van Warmerdam) als Gerard
- 2016 - Tonio (Paula van der Oest) als opa Natan